# رود کلوتینا
کلوتینا ریور (به انگلیسی: Klutina River) رودخانه‌ای به‌طول ۱۰۱ کیلومتر است که در ایالات متحده آمریکا جریان دارد.